# 出版文化産業振興財団
一般財団法人出版文化産業振興財団（しゅっぱんぶんかさんぎょうしんこうざいだん、英：Japan Publishing Industry Foundation for Culture、通称：JPIC）は、日本の出版業界の横断的な非営利団体である。

## 沿革
1991年（平成3年）3月27日に通商産業大臣（現：経済産業大臣）の許可のもと、非営利法人として設立。2012年（平成24年）4月1日に一般財団法人に移行、2020年（令和2年）現在に至る。

## 目的
出版文化産業及び読書活動に係る生涯学習の推進、出版文化産業及び読書活動に関する調査及び研究、人材育成、情報の収集及び提供等を行うことにより同産業の振興を図るとともに、読書活動の推進をはかることにより、経済社会の健全な発展・国民の生活文化の向上・青少年の健全育成に寄与することを目的とする。

## 事業
読書推進及び人材育成の事業として「JPIC読書アドバイザー養成講座」（1993年～）や「JPIC読みきかせサポーター講習会・実践講座」（1999年～）を開催するほか、「上野の森　親子ブックフェスタ」を子どもの読書推進会議と日本児童図書出版協会とともに主催している。
2014年度からは内閣府の翻訳出版事業「JAPAN LIBRARY」に参画し英訳出版事業を行うなど、出版文化産業内外の企業・団体、行政とも協力し事業を展開している。
2021年から各地の教育委員会の協力を得て、漫画の読書感想文を募集する「マンガ感想文コンクール」を開始した。

## 役員
| 理 事 長 | 肥田美代子 | （文字・活字文化推進機構理事長) ※代表・業務執行理事 |
| 副理事長 | 相賀昌宏   | （日本書籍出版協会理事長、小学館社長）              |
| 副理事長 | 鹿谷史明   | （日本雑誌協会理事長、ダイヤモンド社会長）          |
| 副理事長 | 近藤敏貴   | （日本出版取次協会会長、トーハン社長）              |
| 副理事長 | 矢幡秀治   | （日書連会長、東京都）                              |
| 専務理事 | 小柳貴史   | （事務局）※業務執行理事                             |
| 常務理事 | 野間省伸   | （講談社社長）                                      |
| 常務理事 | 堀内丸恵   | （集英社社長）                                      |
| 常務理事 | 川上浩明   | （トーハン副社長）                                  |
| 常務理事 | 平林 彰    | （日販グループホールディングス社長）                |
| 常務理事 | 高井昌史   | （紀伊國屋書店会長兼社長）                          |
| 常務理事 | 春井宏之   | （日本書店商業組合連合会副会長、愛知県）            |
| 理事     | 鎌仲宏治   | （凸版印刷執行役員）                                |
| 理事     | 北島義斉   | （大日本印刷社長）                                  |
| 理事     | 武田真士男 | （光文社社長）                                      |
| 理事     | 中部嘉人   | （文藝春秋社長）                                    |
| 理事     | 古岡秀樹   | （学研ホールディングス取締役）                      |
| 理事     | 矢﨑謙三   | （主婦の友社社長）                                  |
| 理事     | 安西浩和   | （日本出版販売専務）                                |
| 理事     | 貝沼保則   | （協和出版販売社長）                                |
| 理事     | 服部達也   | （楽天ブックスネットワーク社長）                    |
| 理事     | 森岡憲治   | （中央社社長）                                      |
| 理事     | 渡部正嗣   | （日教販社長）                                      |
| 理事     | 亀井忠雄   | （三省堂書店社長）                                  |
| 理事     | 中川清貴   | （丸善CHIホールディングス会長）                     |
| 理事     | 早嶋 茂    | （旭屋書店会長）                                    |
| 理事     | 藤原 直    | （日書連副会長、宮城県）                            |
| 理事     | 松信 裕    | （有隣堂社長）                                      |

※2020年4月現在